# 穆罕默德·拉素羅夫
穆罕默德·拉素羅夫（波斯語：‎；1972年11月16日—）是伊朗出身的電影導演、編劇。屢次因拍攝電影而被伊朗政府逮捕判刑；2024年5月被伊朗法院以共謀危害國家安全罪判囚8年並處以鞭刑後離開伊朗流亡歐洲。

## 生平
拉素羅夫從家鄉設拉子的大學修習社會學畢業後，便到首都德黑蘭學剪輯並進入影視圈，2002年完成第一部劇情長片《奔向黎明》。2010年，他遭伊朗政府以未取得許可便拍攝電影遭到逮捕，並判處六年有期徒刑，外界認為這是伊朗政府對於綠色革命的秋後算帳，同期被逮捕的還包括導演賈法爾·帕納希；後來拉素羅夫被減刑至一年，但他最後並未服刑，而是以保釋身分持續拍攝電影。
2011年，他以《不能說的再見》於第64屆坎城影展一種注目單元中獲得最佳導演；2013年，他又以《不滅的真相》在坎城影展一種注目單元獲得費比西國際影評人獎。2017年，他憑藉《正直好人》於第70屆坎城影展一種注目單元中獲得最佳影片獎，但他返國後護照遭到伊朗政府註銷。由於《正直好人》中的政治社會描述，2019年伊朗革命法院以意圖顛覆國家為罪名判處拉素羅夫有期徒刑一年與禁止出國二年，後來他與律師前往法院提起上訴時，許多知名伊朗電影工作者現身陪同拉素羅夫表達支持，包括阿斯哈·法哈蒂、賈法爾·帕納希、洛珊·班尼迪瑪。
2020年，他完成的電影作品《無邪》進入第70屆柏林影展正式競賽單元，並獲得最高榮譽金熊獎，由其女兒代替被禁止出國的拉素羅夫出席領獎。
2024年5月8日，拉被伊朗法院以「共謀危害國家安全罪」判囚8年、處以鞭刑、罰款及沒收財產，5月14日律師證實已離開伊朗、流亡歐洲。5月26日，以《一念菩提》獲得第77屆坎城影展特別獎。

## 電影作品
- 2002年：《奔向黎明》（گاگومان；紀錄片）
- 2005年：《浮城記》（جزیره آهنی）
- 2007年：《禁止收看（波斯語：باد دَبور）》（باد دبور；紀錄片）
- 2009年：《收集眼淚的男人》（کشتزارهای سپید）
- 2011年：《不能說的再見》（به امید دیدار‎）
- 2013年：《不滅的真相》（دست‌نوشته‌ها نمی‌سوزند‎）
- 2017年：《正直好人（波斯語：لرد (فیلم)）》（لِرد‎）
- 2020年：《無邪》（شیطان وجود ندارد）
- 2022年：《故意犯罪》（جنایت عمدی；紀錄片）
- 2024年：《一念菩提》（دانه انجیر مقدس）

## 外部連結
- 穆罕默德·拉素羅夫在互联网电影资料库（IMDb）上的資料（英文）